# هجوم مسجد كيبيك 2017
هجوم مسجد كيبيك 2017 هي عملية اطلاق نيران كثيفة حدثت في مساء يوم 29 يناير، 2017 في المركز الثقافي الإسلامي في مدينة كيبيك، وهو مسجد يقع في مدينة كيبك، كيبك، كندا. قُتل فيه 6 أشخاص وجرح 17 شخص عندما قام مسلح بفتح النار قبل الساعة الثامنة مساءاً، بعد برهة من انتهاء صلاة العشاء. 53 شخص كانوا حاضرين في وقت الهجوم. نعت رئيس الوزراء الكندي جاستن ترودو وفيليب كولارد الهجوم بالإرهابي، دوافع مطلق النار ليست واضحة لحد الآن.

## الضحايا
| الجنسية       | القتلى | المصابون         | مرجع  |
| ------------- | ------ | ---------------- | ----- |
| الجزائر/ كندا | 2      | غير معروف        | [ 3 ] |
| تونس/ كندا    | 1      | غير معروف        | [ 3 ] |
| المغرب/ كندا  | 1      | 2                | [ 3 ] |
| غينيا/ كندا   | 2      | غير معروف        | [ 3 ] |
| غير معروف     | 0      | 17               | [ 3 ] |
| المجموع       | 6      | 17 (5 حالة حرجة) | [ 3 ] |

## المتهم
المتهم يدعى ألكسندر بيسونات، ويبلغ من العمر 27 سنة. وجهت له رسميا إحدى عشر تهمة: ست تهم بالقتل (العمد) وخمس تهم بمحاولة القتل (العمد).

تم توقيفه بالقرب من جسر غير بعيد من المسجد، بعدما اتصل بنفسه برقم المستعجلات لتسليم نفسه.

كان بيسونات قد تبنى أفكار اليمين المتطرف ومواقف معاداة الهجرة.

## ردود الفعل

### محلية
كندا : أدان جاستن ترودو رئيس الوزراء الكندي الهجوم ووصفه بالإرهابي وقال «ندين هذا الهجوم الإرهابي على مسلمين في مركز عبادة ولجوء»، وقال في تغريدة على تويتر «إن الكنديين يبكون ضحايا الهجوم الجبان على مسجد في كيبيك.. أفكر بالضحايا وعائلاتهم».

### دولية
منظمة التعاون الإسلامي: أدانت المنظمة الهجوم حيث أعرب أمين المنظمة يوسف بن أحمد العثيمين عن شعورة بالصدمة والحزن إزاء هذا العمل الذي يتعارض مع روح التسامح والإنسانية واحترام دور العبادة.
 الاتحاد الأوروبي : دانت وزيرة خارجية الاتحاد الأوروبي فيديريكا موغيريني الهجوم وأكدت أن الاتحاد يقف مع كندا وكل الكنديين في هذا اليوم الحزين.
 فرنسا : دان الرئيس الفرنسي فرانسوا هولاند الهجوم في تغريدة على تويتر قائلاً «أدين بأشد العبارات الهجوم الشنيع الذي استهدف مسجدا في كيبيك»، وكذلك أدان جان مارك أيرولت رئيس الحكومة الفرنسية الهجوم ودعا للتصدي للكراهية والهمجية.
 بلجيكا : دان رئيس الوزراء البلجيكي شارل ميشيل الهجوم ووصفه بالاعتداء الجبان.